# Catocala beaniana
Catocala beaniana är en fjärilsart som beskrevs av Augustus Radcliffe Grote 1878. Catocala beaniana ingår i släktet Catocala och familjen nattflyn. Inga underarter finns listade i Catalogue of Life.